# 新加坡政府
新加坡政府（英語：Government of Singapore）是指根據《新加坡共和国宪法》在新加坡施行統治的行政机构，由总统和内阁组成。尽管总统可自行行使职权，确保内阁和国会照常运作，不过其职责很大程度上只是礼仪性。新加坡基本上屬於議會制，一般上负责指导与控制政府的是内阁，内阁成员包括总理以及由总统经咨询总理所委任的其他内阁部长，他们都来自大选中赢得最多议席的政党。

## 主權基金
- 新加坡政府投資公司

## 國有企業
- 淡馬錫控股，由新加坡政府投資公司（100%）持有。